# Susan Island (British Columbia)
Susan Island ist eine grundsätzlich unbewohnte Insel im vor der Westküste der kanadischen Provinz British Columbia. Sie liegt in den östlichen Randgewässern des Queen Charlotte Sounds und gehört zum Regional District of Kitimat-Stikine. Die Insel liegt an der Inside Passage, etwa 525 Kilometer nördlich von Vancouver sowie rund 225 Kilometer südlich von Prince Rupert und wird wie die meisten der Inseln im nördlichen Küstenbereich der Provinz zum Great Bear Rainforest gerechnet.

## Geographie
Die Insel hat im Westen eine Nord-Süd-Ausdehnung von rund 9 Kilometern sowie im Osten eine Nord-Süd-Ausdehnung von rund 4 Kilometern. In Ost-West-Richtung ist die Insel etwa 10 Kilometer breit. Die Insel wird dabei von Westen aus durch das „Nowish Inlet“ weitgehend in eine nördliche und eine südliche Hälfte geteilt.
Nördlich der Insel befindet sich die „Jackson Passage“ und dann Roderick Island. Östlich der Insel und des Mathieson Channel liegt kanadisches Festland, die „Don Peninsula“. Im Süden trennt die „Oscar Passage“ die Insel von Dowager Island. Westlich von Roderick Island ist der Finlayson Channel mit einem Abschnitt der Inside Passage und Swindle Island. Auf Swindle Island findet sich mit Klemtu auch die nächstgelegene größere Ansiedlung. Weiterhin ist Susan Island von mehreren kleinen und kleinsten Inseln umgeben.

## Geschichte
Traditionell ist die Insel Siedlungs- und Jagdgebiet der First Nations, hier hauptsächlich der Gitasts'uu. Erstmals kartographiert wurde sie während George Vancouvers Entdeckungsreise in den Nordwestpazifik von 1791 bis 1795.

## Schutzgebiete
Im Nordosten der Insel findet sich einer der zahlreichen Provinzparks von British Columbia. Der 1992 eingerichtete und 67 Hektar große Jackson Narrows Marine Provincial Park umfasst dabei einen Teil der Insel sowie Gewässeranteile am östlichen Eingang der „Jackson Passage“ und weitere Anteile auf dem nördlich gelegenen Roderick Island. Dabei ist der Jackson Narrows Marine Provincial Park von einem weiteren besonderen Typ von Schutzgebiet, einem Conservancy, umgeben. Das 221 Hektar große „Rescue Bay Conservancy“ wurde im Jahr 2007 eingerichtet und wird auch durch BC Parks verwaltet.